# Bote inflable de desembarco (pequeño)

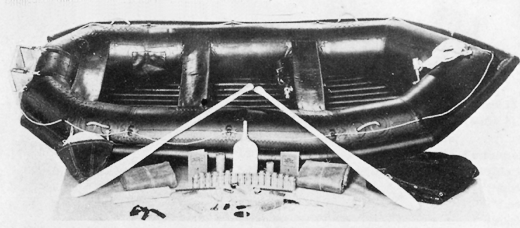
Equipamiento del LCRS

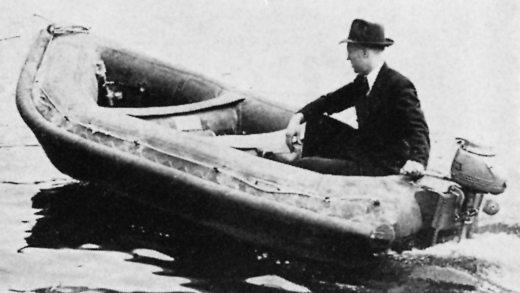
Motor fuera de borda instalado en un LCRS

El Bote de Desembarco de Goma Pequeño (en inglés Landing Craft Rubber Small, LCRS) era un bote inflable pequeño que usado por la Armada de Estados Unidos y el Cuerpo de Infantería de Marina de Estados Unidos (en inglés: United States Marine Corps, USMC) entre los años 1938 y 1945. Durante la Segunda Guerra Mundial fueron fabricados 8.150 LCRS. Pesaba 95kg y podía transportar a siete hombres.
El teniente del ejército Lloyd Peddicord del Grupo de Observadores diseñó un bote inflable y le llevó los planos a la Compañía de Caucho y Neumáticos Goodyear quienes fabricaron el Bote de Desembarco de Goma Pequeño.
Las Unidades Navales de Demolición de Combate estaban organizadas en equipos de seis hombres formados por un oficial, un contramaestre y cuatro marinos, y utilizaban un bote inflable LCRS de siete hombres para llevar sus explosivos y equipamiento.